# Сепаратистки феминизъм
Сепаратисткият феминизъм е форма на радикален феминизъм, която поддържа, че опозицията по отношение на патриархалността е най-добре осъществима изключително от жени и момичета. Сепаратистките феминистки като цяло не вярват, че мъжете могат да направят положителни приноси към феминисткото движение и че дори добронамерените мъже репликират (преповтарят) динамиката на патриархалността.